# Clare GAA
Le Clare County Board of the Gaelic Athletic Association ou plus simplement Clare GAA (en irlandais Cummann Luthchleas Gael Coiste Contae An Clár) est une sélection de sports gaéliques basée dans la province du Munster. Elle est responsable de l’organisation des sports gaéliques dans le comté de Clare et des équipes qui le représentent dans les rencontres intercomtés. 

## Hurling
- All-Ireland Senior Hurling Championships: 5
  - 1914, 1995, 1997, 2013, 2024

- National Hurling Leagues: 3
  - 1946, 1977, 1978,

- Munster Senior Hurling Championships: 6
  - 1889, 1914, 1932, 1995, 1997, 1998

## football gaélique
- All-Ireland Senior Football Championships: 0

- Munster Senior Football Championships: 2
  - 1917, 1992

- Tommy Murphy Cup: 1
  - 2004